# Норт-Уэки-Уочи (Флорида)
Норт-Уэки-Уочи (англ. North Weeki Wachee) — статистически обособленная местность, расположенная в округе Эрнандо (штат Флорида, США) с населением в 4253 человека по статистическим данным переписи 2000 года.

## География
По данным Бюро переписи населения США статистически обособленная местность Норт-Уэки-Уочи имеет общую площадь в 21,5 квадратных километров, из которых 19,17 кв. километров занимает земля и 2,33 кв. километров — вода. Площадь водных ресурсов округа составляет 10,84 % от всей его площади.

## Демография
По данным переписи населения 2000 года в Норт-Уэки-Уочи проживало 4253 человека, 1406 семей, насчитывалось 1891 домашнее хозяйство и 2265 жилых домов. Средняя плотность населения составляла около 197,81 человека на один квадратный километр. Расовый состав населённого пункта распределился следующим образом: 96,61 % белых, 0,99 % — чёрных или афроамериканцев, 0,40 % — коренных американцев, 0,54 % — азиатов, 0,02 % — выходцев с тихоокеанских островов, 0,85 % — представителей смешанных рас, 0,59 % — других народностей. Испаноговорящие составили 4,70 % от всех жителей статистически обособленной местности.
Из 1891 домашних хозяйств в 16,4 % воспитывали детей в возрасте до 18 лет, 65,4 % представляли собой совместно проживающие супружеские пары, в 6,1 % семей женщины проживали без мужей, 25,6 % не имели семей. 21,7 % от общего числа семей на момент переписи жили самостоятельно, при этом 12,8 % составили одинокие пожилые люди в возрасте 65 лет и старше. Средний размер домашнего хозяйства составил 2,24 человек, а средний размер семьи — 2,56 человек.
Население статистически обособленной местности по возрастному диапазону по данным переписи 2000 года распределилось следующим образом: 15,2 % — жители младше 18 лет, 3,5 % — между 18 и 24 годами, 17,8 % — от 25 до 44 лет, 28,9 % — от 45 до 64 лет и 34,7 % — в возрасте 65 лет и старше. Средний возраст жителей составил 56 лет. На каждые 100 женщин в Норт-Уэки-Уочи приходилось 94,7 мужчин, при этом на каждые сто женщин 18 лет и старше приходилось 91,8 мужчин также старше 18 лет.
Средний доход на одно домашнее хозяйство статистически обособленной местности составил 31 985 долларов США, а средний доход на одну семью — 37 694 доллара. При этом мужчины имели средний доход в 33 594 доллара США в год против 21 845 долларов среднегодового дохода у женщин. Доход на душу населения статистически обособленной местности составил 31 985 долларов в год. 3,8 % от всего числа семей в населённом пункте и 5,9 % от всей численности населения находилось на момент переписи населения за чертой бедности, при этом 6,2 % из них были моложе 18 лет и 4,9 % — в возрасте 65 лет и старше.